# Rio Acari (vattendrag i Brasilien, Amazonas)
Rio Acari är ett vattendrag i Brasilien.   Det ligger i delstaten Amazonas, i den centrala delen av landet, 1 700 km nordväst om huvudstaden Brasília. Rio Acari ligger vid sjön Lago do Bom Jardim.
I omgivningen kring Rio Acari växer i huvudsak städsegrön lövskog. Området är nästan obefolkat, med mindre än två invånare per kvadratkilometer.